# Alexey Vermeulen
Pour les articles homonymes, voir Vermeulen.
Alexey Vermeulen, né le 16 décembre 1994 à Memphis, est un coureur cycliste américain.

## Biographie
Chez les juniors (moins de 19 ans), Alexey Vermeulen se distingue lors de la saison 2011 en devenant champion des États-Unis sur route, tout en obtenant diverses places d'honneur : troisième d'une étape du Grand Prix Rüebliland, cinquième du Tour de l'Abitibi (UCI Coupe des Nations Juniors) et dixième du Regio-Tour. L'année suivante, il se classe deuxième du Tour de l'Abitibi et cinquième du Regio-Tour. Durant cette période, il est également sélectionné à deux périodes pour participer aux championnats du monde juniors.
Il rejoint l'équipe BMC Development en 2013, réserve de la formation WoldTour BMC Racing. En 2014, il est notamment sixième de la Course de la Paix espoirs. Cette même année, il est sélectionné régulièrement en équipe nationale, notamment pour le Tour de l'Avenir (29e) place ou les championnats du monde espoirs (59e).
En 2015, il se distingue de nouveau en montagne lors de la Ronde de l'Isard, en terminant septième d'une étape à la plateau de Beille et du classement général. Le mois suivant, il participe aux championnats des États-Unis espoirs, où il prend la quatrième place de la course en ligne et la deuxième place du contre-la-montre.
Repéré par se qualités de grimpeur, il devient coureur professionnel en 2016 au sein de l'équipe World Tour Lotto NL-Jumbo. 

## Palmarès
- 2011
  -  Champion des États-Unis sur route juniors
- 2012
  - 2e du Tour de l'Abitibi
- 2015
  - 2e du championnat des États-Unis du contre-la-montre espoirs
- 2016
  - 3e du championnat des États-Unis du contre-la-montre
- 2017
  - 3e du championnat des États-Unis sur route
- 2018
  - 4e étape du Tour du Maroc
  - 2e du Tour du Maroc
- 2019
  - 3e de la Chico Stage Race

## Classements mondiaux
| Année            | 2014 | 2015 | 2016 | 2017   | 2018   |
| ---------------- | ---- | ---- | ---- | ------ | ------ |
| UCI World Tour   |      |      |      | 337e   |        |
| UCI Europe Tour  | 821e | 994e |      | 1 160e | 1 865e |
| UCI America Tour |      |      | 198e | 88e    | 263e   |
| UCI Asia Tour    |      |      |      | 471e   | 242e   |
| UCI Africa Tour  |      |      |      |        | 72e    |